# Выставка (фильм)
«Выставка» (лит. Parodų rūmai) — литовский двухсерийный телевизионный художественный фильм, снятый режиссёром Марийонасом Гедрисом в 1987 году на Литовской киностудии по заказу Гостелерадио СССР.
Экранизация романа Витаутаса Бубниса «Приглашение».
Премьера фильма состоялась 11 августа 1988 года.

## Сюжет
Фильм о борьбе с коррупцией в СССР. Директор историко-краеведческого музея, подлец и карьерист Адамонис, кажется, имеет всё, по его мнению, что должно быть у работника его ранга: с виду благополучная семья, уважающие его коллеги, даже любовница. Ему покровительствует первый секретарь райкома партии. Надеясь пойти на повышение и продолжить свою карьеру в Вильнюсе , Адамонис преподносит первому секретарю ценный музейный экспонат. Однако руководителя меняют и районом начинает руководить требовательный, не терпящий показухи и лести человек. Мечтам честолюбивого Адамония не суждено сбыться.

## В ролях
- Владас Багдонас — Балис Адамонис, директор музея
- Ирена Васюлите — Регина Адамонене, жена Балиса
- Виргиния Коханските — Юрате, подруга Альфреды Баните
- Андрюс Мамонтовас — Дарюс Адамонис, сын Балиса и Регины
- Гедиминас Пранцкунас — Антанас, водитель «Волги»
- Ингрида Килшаускайте — Альфреда Баните
- Альгимантас Садукас — сотрудник музея
- Ирена Житкуте — Мацене, старший научный сотрудник музея
- Томас Вайсета — заместитель директора музея
- Энрикас Качинскас — Каспарас
- Витаутас Канцлерис — первый секретарь райкома партии
- А. Армалите — Эгле
- Ромуальдас Раманаускас — Владас, сокурсник Балиса по кличке Гарольд
- Лайма Кернюте — мать Балиса
- Йонас Науёкас — сантехник
- Она Кнапките-Юкнявичене — мадам Тереза, смотритель музея
- Сигитас Рамялис — Вилюс, друг детства Балиса
- Эляна Гайгалайте — хозяйка
- Каролис Дапкус — Жигунас, член жюри и вновь назначенный первый секретарь
- Даля Бренчюте — эпизод
- Эдгарас Савицкис — Пауже, учёный из Вильнюса
- Эляна Биндокайте — бабушка Балиса
- Римантас Недзвецкас — эпизод
- Повилас Гайдис — член жюри
- Гедиминас Карка — Рукас, бывший директор музея
- Людмила Духовная — цыганка Ляна
- Ромас Райнис — Ромас, гитарист
- Бронюс Киндурис — ревнивый цыган в автомобиле
- Саулюс Валиконис — Саулюс, саксофонист
- Ремигиюс Сонгайла — хормейстер
- Феликс Эйнас — посетитель кафе на вокзале
- Сигитас Рачкис — руководитель оркестра на открытии Дворца выставок (нет в титрах)
- Гинтаутас Печюра — помощник первого секретаря (нет в титрах)
- Бронюс Гражис — переводчик немецкой делегации (нет в титрах)
- Альгирдас Шемешкявичюс — портной (нет в титрах)
- Антанас Сейкалис — посетитель выставки (нет в титрах)
- Миколас Пяткявичюс — посетитель выставки (нет в титрах)
- Аугустас Шавялис — зритель (нет в титрах)
- Арнольдас Лукошюс — аккордеонист (нет в титрах)
- Эугениюс Пугачюкас — ударник (нет в титрах)
- Ванда Марчинскайте — эпизод (нет в титрах)